# Arvo Aalto
Arvo Aulis Aalto (født 13. juli 1932 i Rovaniemi, Finland, død 
28. april 2025) var en  finsk politiker, der var Finlands arbejdsminister fra 1977 til 1981. Han var generalsekretær for Finlands Kommunistiske Parti fra 1969 til 1977 samt fra 1981 til 1984 og partiets formand fra 1984 til 1988.